# Piedra y pueblo
Piedra y pueblo (Harri eta herri) es una obra en euskera del poeta bilbaíno Gabriel Aresti, figura emblemática de la literatura vasca durante el franquismo. Publicado en 1964, el poemario tuvo mucha repercusión, se convirtió en un libro popular y fue el punto de inflexión de la poesía vasca, que con él se incorporó plenamente a la modernidad poética. Los poemas de este libro son de ambientación urbana, enfoque social y convicciones laicas, y abordan temas de la intimidad del poeta, pero también de la existencia común de la gente sencilla, todo ello con un lenguaje vivo y coloquial, de gran libertad métrica.
Con motivo del 50.º aniversario de la publicación del libro, el 22 de mayo de 2014 tuvo lugar en el Teatro Arriaga de Bilbao una lectura ininterrumpida durante doce horas de los poemas de Harri eta herri, en la que participaron no menos de cuatrocientas personas, entre alumnos de euskaltegis y personalidades del mundo de la política, la cultura y el deporte de Vizcaya.